# Loire 50
Le Loire 50 est un avion militaire de l'entre-deux-guerres réalisé en France par Loire Aviation.

## Histoire opérationnelle
Au lendemain de la Première Guerre mondiale la Marine Nationale se lança dans un vaste chantier visant à la doter d’une aviation riche et variée. Au cours des années 1920 cette quête mena les marins français à se doter d’une flotte hétéroclite d’aéronefs pour des missions aussi différentes que le bombardement, la reconnaissance, ou encore l’entraînement. Quelques-uns le furent pour des rôles de servitudes, parmi lesquels on trouvait un intéressant amphibie construit en très petite série, le Loire 501.

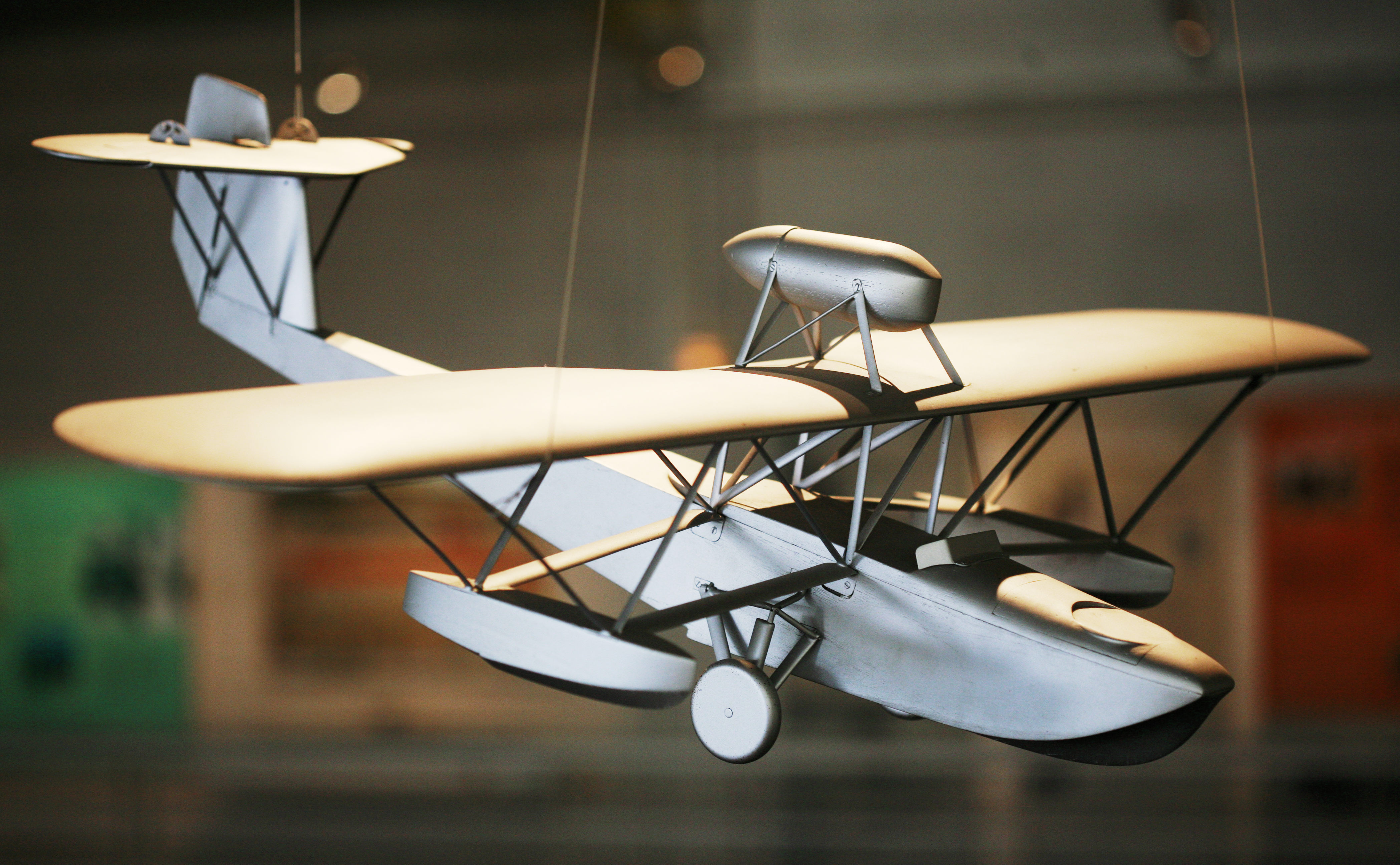
maquette Loire 501

C’est au cours de l’année 1929 que l’état-major de l’aviation maritime fit savoir qu’il recherchait un hydravion destiné à des missions de servitude aussi diverses et variées que la liaison, la reconnaissance côtière, l’entraînement, ou encore le sauvetage en mer. En fait le cahier des charges était tellement vaste que toutes les missions possibles étaient envisageables pour le nouvel appareil.
Après une courte sélection c’est le constructeur Loire qui fut choisi. Il proposait son Modèle 50.
Extérieurement celui ci se présentait sous la forme d’un hydravion à coque monoplan à aile parasol construit en bois entoilé. Propulsé par un moteur Salmson type 9Ab d’une puissance de 230 chevaux monté en propulsif il possédait une hélice bipale en bois. Deux petits flotteurs additionnels avaient été installés sous voilure tandis que l’empennage cruciforme de l’avion disposait d’une importante envergure. Le Loire 50 possédait trois cockpits à l’air libre montés en tandem, le pilote prenant place dans celui du milieu.
Le premier vol de l’appareil intervint le 7 septembre 1931.
Les essais en vol se déroulaient très correctement à Toulon, jusqu’au moment où il coula dans la rade en novembre de la même année à la suite d’une forte tempête. Ce prototype fut renfloué par les marins et renvoyé en usine. Le Loire 50.01 reprit l’air en mars 1932 mais avec quelques modifications majeures. En effet un train d’atterrissage mobile fut installé. Les deux roues avant se relevant au-dessus de la ligne de flottaison pour permettre le vol, les amerrissages, et les déjaugeages, et reprenant leur position initiale quand l’appareil rejoignait le plancher des vaches, une roulette de queue non escamotable complétait le tout.
Mais rapidement la motorisation sembla trop légère pour cet amphibie. De ce fait les équipes de Loire prirent la décision de changer de motorisation au profit d’un Hispano-Suiza 9Qd d’une puissance de 350 chevaux. Le Loire 50.01 devint ainsi le 50.02 après ces modifications.
En 1934 la commande fut revue pour un appareil très similaire à ce dernier, sous la désignation de Loire 501. À la différence du 50.02 il emportait un anneau mobile dans le poste avant de l’observateur pour permettre le montage d’une mitrailleuse Darne de calibre 7.5mm pour l’autodéfense de l’amphibie. La commande portait sur six exemplaires.

### Carrière opérationnelle
C’est en février 1935 que les deux premiers exemplaires furent acceptés au service par la Marine. Toutefois aucune unité ne fut jamais créée pour recevoir les Loire 501, ceux ci étant affectés à diverses unités existant déjà, à un ou deux exemplaires à chaque fois. Le sixième et dernier amphibie parasol arriva en service début 1936. La lenteur des livraisons s’explique en partie par le fait que le constructeur privilégiait les travaux du chasseur Loire 46 alors en cours de développement.
Les Loire 501 connurent une carrière sans histoire, jusqu’à l’entrée en guerre de la France contre l’Allemagne nazie en septembre 1939. À cette époque quatre d’entre eux étaient basés en métropole tandis que deux autres se trouvaient dans les colonies françaises, l’un à Dakar et le second à Bizerte. Les appareils basés en France furent rapidement affectés à des missions de surveillance des côtes françaises et notamment des ports et arsenaux. L’état-major craignait plus que tout les U-Boots, les fameux sous-marins de la Kriegsmarine. Bien sûr la Marine n’escomptait pas que les Loire 501 puissent couler de tels bâtiments, mais ses amphibies emportaient des radios qui auraient pu avertir des aéronefs plus gros et mieux armés ou encore des navires de guerre. Cependant aucun submersible nazi ne fut jamais repéré par les amphibies parasols français.

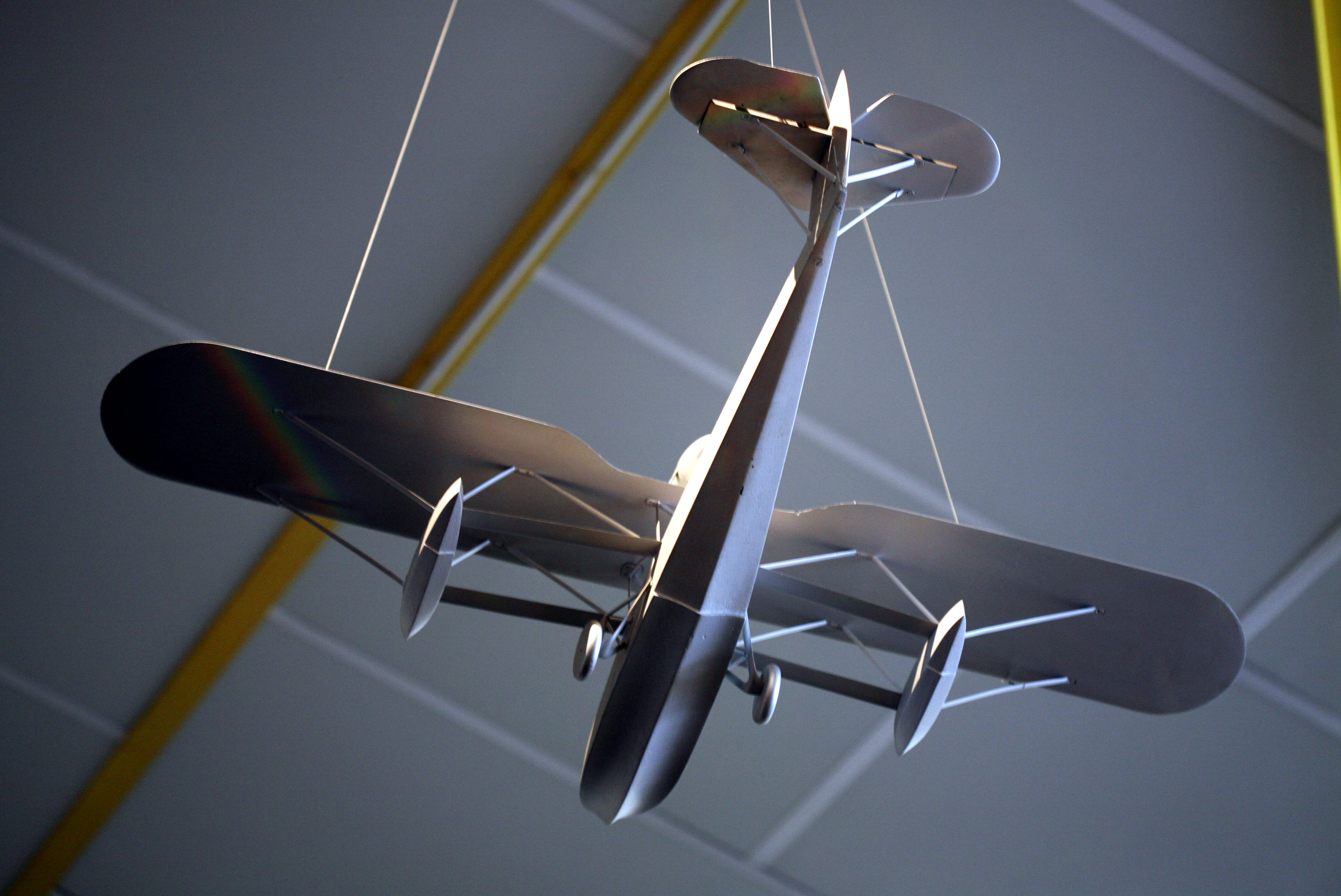
vue de dessous du Loire 501

En mai 1940 les Loire 501 furent interdits de vol par la Marine, du fait de leur lenteur qui en faisait des cibles aisées pour les chasseurs allemands comme le bimoteur Messerschmitt Bf 110. Toutefois l’administration de Vichy autorisa la reprise des vols pour les monomoteurs, mais une fois ceux ci désarmés, et affectés à des missions exclusives de servitude comme le sauvetage en mer ou les liaisons. Finalement ils furent retirés du service fin 1941 sans jamais être remplacés. Au moins un de ces appareils a volé quelque temps sous les couleurs allemandes, principalement en soutien de forces basées dans la région de Cherbourg.
Appareil méconnu le Loire 501 fut un serviteur efficace malgré d’incurables défauts de jeunesse, comme par exemple une vitesse de croisière d’à peine 150 km/h à haute altitude ou encore une structure légère rendant l’avion très fragile face aux tirs ennemis.
Quoi qu’il en soit ce monomoteur fut une réalisation très correcte pour l’avionneur et un appareil bien dans son époque.